# Осиновский (Свердловская область)
Осиновский — посёлок в Невьянском районе Свердловской области России. Входит в Невьянский муниципальный округ.
Ранее посёлок был подчинён Цементному поселковому Совету Невьянского района.

## Население
По данным Всероссийской переписи населения 2010 года, постоянное население посёлка Осиновского составляло 26 человек, из них 15 мужчин и 11 женщин.
Долговременная динамика численности населения:
| н/д | 8 | 26 |

## География
Посёлок Осиновский расположен в лесистой местности, в верхнем течении реки Таволги (притоке реки Нейвы), на левом берегу. Посёлок находится к северу Екатеринбурга, к юго-востоку от Нижнего Тагила и приблизительно в 10 километрах к востоку от районного центра — города Невьянска. Через посёлок проходит автодорога местного значения Невьянск — Реж.
Посёлок Осиновский окружают сосново-берёзовые леса. Примерно в двух километрах южнее посёлка расположено Таволжанское болото, откуда берёт исток река Таволга.
Приблизительно в 3,5 километрах от Осиновского по автодороге в невьянском направлении находится Осиновское кладбище.